# Pogonowithius donisi
Pogonowithius donisi är en spindeldjursart som beskrevs av Beier 1979. Pogonowithius donisi ingår i släktet Pogonowithius och familjen Withiidae. Inga underarter finns listade i Catalogue of Life.